# 알라이신
알라이신(영어: allysine) 또는 알리신은 엘라스틴과 콜라겐의 생성에 사용되는 라이신의 유도체이다. 알라이신은 세포외 기질에서 라이실 산화효소의 작용에 의해 생성되며, 콜라겐과 엘라스틴을 안정화시키는 가교의 형성에 필수적이다.

## 같이 보기
- 사카로핀